# Charles Nuville
Charles Marie Joseph Léon Nuville, né le 4 mars 1889 à Puybrun et mort le 18 janvier 1965 à Puybrun, est un as de l'aviation français de la Première Guerre mondiale, au cours de laquelle il remporte douze victoires aériennes homologuées.

## Biographie

### Première Guerre mondiale
Fils de notaire, Charles Nuville réussit des études en droit et se destine a succéder à son père quand éclate la Première Guerre mondiale. À la mobilisation, il rejoint le 2 août 1914 son régiment de réserve, le 83e régiment d'infanterie où il a obtenu le grade de sergent durant son service militaire effectué de 1910 à 1912. Le 21 janvier 1915, il est promu au grade d'adjudant. Le 26 mars 1915, il est gravement blessé au pied au combat, ce qui lui vaudra une citation à l'ordre de l'armée. Après une longue convalescence, il est envoyé au 1er Groupe d'Aviation le 18 janvier 1916. Il entame une formation de pilote à Buc et Avord, et reçoit le brevet de pilote militaire no 1721 le 9 juin 1916. Il perfectionne sa formation à Pau et à Cazaux, avant d'être renvoyé au combat le 2 octobre 1916. Il est intégré au sein de l'escadrille N57, volant sur des chasseurs Nieuport, le 25 novembre 1916.
Nuville remporte sa première victoire aérienne le 24 septembre 1917 ; il en remportera un total de douze dans l'année qui suit. Toutes ces victoires à l'exception d'une seule seront partagées avec un ou plusieurs pilotes français, parmi lesquels les as Jean Fraissinet, Marius Hasdenteufel, André Petit-Delchet (en), Jean Dubois de Gennes, et Marcel Haegelen,.
Le 6 novembre 1917, Nuville est nommé au grade de sous-lieutenant à titre temporaire. Cette promotion est confirmée le 1er juillet 1918. Le 8 août 1918 il est fait chevalier de la Légion d'honneur,. Le 6 novembre 1918, il est nommé à la tête de l'escadrille 54, volant sur des SPAD. Un mois plus tard, il est promu au grade de lieutenant. À la fin de la guerre, il est décoré de la Croix de Guerre française avec cinq palmes et cinq étoiles de vermeil, de la Croix de Guerre belge, et la Médaille d'argent de la valeur militaire italienne.

### Après la guerre
Nuville reste dans l'armée à la fin de la guerre pour y débuter une carrière d'officier d'active, qui le conduira à divers postes et commandements durant l'entre-deux-guerres. Quand survient la Seconde Guerre mondiale, il a le grade de lieutenant-colonel et est le chef d’état-major de la 5e escadre de chasse. Le 24 février 1940, il est nommé chef de l’escadre d’instruction du Centre d’instruction à la chasse (CIC) de Chartres. Il prend sa retraite en 1945.

## Distinctions
- Officier (1929) puis commandeur (1937) de la Légion d'honneur[4] : sa cravate lui est remise par le lieutenant-colonel Georges Pelletier-Doisy.